# Péchy Erzsi

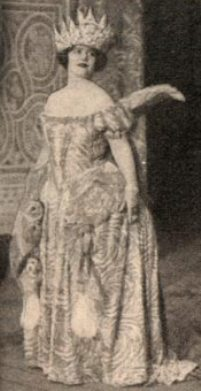
Péchy Erzsi a bécsi Johann Strauss Theaterben

Péchy Erzsi, Pléhló Erzsébet (Székelyhíd, 1888. április 26. – Budapest, 1933. július 20.) magyar színésznő, operettprimadonna.

## Élete
Régi nemesi családban született Székelyhídon. Édesapja Plehló Antal, a székelyhídi gőzmalom tulajdonosa volt. Az 1890-es években kerültek Székelyhídra a Szilágyságból, ahol Plehló Antal főmolnár volt és mint molnár vette át sógorával együtt a székelyhídi gőzmalmot. Felesége korán elhunyt. Négy gyermeke közül három leány volt, egy fiú pedig serdülőkorában tragikus körülmények között halt meg.
Péchy Erzsi Nagyváradon és Kolozsvárott járt iskolába, azután Budapestre ment és Maleczky Vilmosnénál, majd V. Krammer Teréznél tanult énekelni. Közben 1912-ben elvégezte Rózsahegyi Kálmán színésziskoláját és ekkor Beöthy László a Király Színházhoz szerződtette, ahol első sikereit mint Mimóza 1912. június 4-én a »Gésák«-ban, majd a »Mozikirály«-ban aratta. Ezután a Modern Színpad tagja lett. 1918. június 21-én a Vígszínházban nagy sikere volt a »Médi«-ben és a »Három a kislány«-ban, továbbá a Városi Színházban is, ahol a »Lili bárónő« című operettben döntő sikert aratott. 1920 szeptemberében ismét a Király Színháznál működött, ahol az »Utahi lány«-ban volt az első fellépte. Ugyanakkor a Revü Színház primadonnája is volt.
1923. március 13-án a Magyar Királyi Operaház felléptette a »Remete csengettyűjé«-ben, Friquet Rózsi szerepében és itt is kitűnően illeszkedett be az ensemble-ba. Ekkor hírneve már eljutott külföldre is és ez év szeptember 14-én meghívták Bécsbe, a Johann Strauss Theaterbe, ahol az »Ein Märchen aus Florenz« című operettben elragadta a bécsieket. Játszott még a Városi, a Scala- és a Blaha Lujza Színházban is. 1925. május 23-án francia nyelven eljátszotta a »Szép Heléná«-t a budapesti francia követség estélyén. Az elért nagy művészi sikerért a Francia Akadémia tisztjévé nevezték ki. Az eredeti kitüntető oklevél szövege a következő: »A közoktatásügyi és szépművészeti miniszter tekintettel az 1808. márc. 17-iki dekrétum 32. szakaszára, tekintettel az 1844. nov. 14-iki; 1845. szept. 9-iki és 1848. nov. 1-i királyi rendeletekre, tekintettel az 1850. nov. 9-iki, 1866. ápr. 7. és dec. 27-iki, 1885. dec. 24-iki, 1921. márc. 25-iki, 1922. febr. 4-iki és 1924. szept. 13-iki határozatokra, kimondja, hogy Péchi Erzsi (Péchy) budapesti (Magyarország) színművésznő az Academia tisztjévé neveztetik ki. A közoktatásügyi és szépművészeti miniszter. Aláírás: Daladier.«
1927-ben előbb Londonban vendégszerepelt, azután újra a Király Színház tagja volt. Ekkor a »Mersz-e Märy?« című angol operettel ért el feltűnő sikert. 1928 február havában a Király Színházban az »Éva grófnő« című operettet vitte diadalra. Az intézményben 1931-ig játszott. 1932-ben Berlinben vendégszerepelt, s ebben az évben visszavonult. 1930 nyarán új autójával Fonyód felé tartott, amikor balesetet szenvedett. A kanizsai mentősök a székesfehérvári kórházba vitték be a primadonnát. Kórházi kezelését követően fonyódi villájában regenerálódott.
A Schöpflin-féle Magyar Színművészeti Lexikon a következőképpen ír róla: "Ha Péchy Erzsi művészetét jellemezni akarjuk, ki kell emelnünk az ő vonzó, nőies megjelenését. Egyéniségére ráillik a Goethe-féle »ewig weiblich«-meghatározás. Égszínkék szeme csodás fényben világol, mosolyával derűt áraszt a lelkekre. Hangja tisztacsengésű, meleg, varázslatos. Könnyen énekel, biztosan intonál, tisztán ejti ki a szöveget és bele tudja magát élni szerepének lelkivilágába. Hangulatot teremt és öntudatosan — vagy öntudatlanul — mellőzi, sohse nem erőszakolja a mesterkélt színpadi fogásokat. Ezért kelt az ő művészete teljes illúziót és ezért van az ő művészetének nem csak itthon, hanem külföldön is varázsos hatása."
A Verebély klinikán hunyt el 1933. július 19-én szerdán este.

## Családja
Első férje Jónás Károly magyar államvasúti főtisztviselő volt, akivel Székelyhídon ismerkedett meg. Ebből a házasságából született lánya, Jónás Juci. A művésznő első férjétől való elválása után 1931. november 19-én Budatétényben Garibaldi Leó báróhoz ment nőül. Az esküvő a nyilvánosság teljes kizárásával a legnagyobb titokban történt, s nemcsak a színházi világban, hanem a pesti társaságban is meglepetésként hatott. Nővérei Péchy Maca és Péchy Babi.

## Színházi szerepei

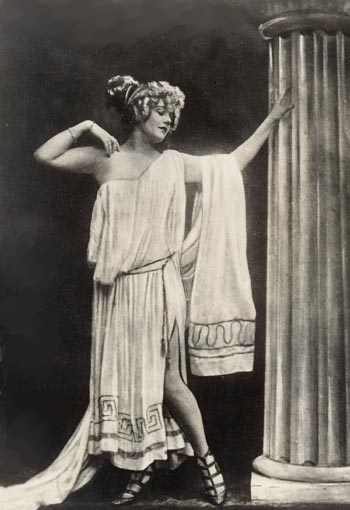
Péchy Erzsi a Szép Heléna darabban

- Anker: Remete csengettyűje - Friquet Rózsi
- Ábrahám Pál: Zenebona - Mary
- Berté Henrik: Három a kislány - Médi
- Eisemann: Miss Amerika - Daisy
- Huszka Jenő: Lili bárónő - Lili
- Kálmán Imre: A hollandi nő - Jutta
- Ernst Krenek: Húzd rá, Johnny! - Anita
- Carl Lafite: Médi - Médi
- Lehár Ferenc: A kék mazur - Blanka
- Oskar Nedbal: A szép Saskia - Saskia
- Offenbach: Szép Heléna - Heléna
- Sidney Jones: Gésák - Mimóza
- Steinach - Harmath Imre: Mersz-e Märy - Märy
- Szirmai Albert: Éva grófnő - Éva
- Szirmai Albert: Alexandra - Alexandra
- Szirmai Albert: A mozikirály - Maria Gestikulata